# Disterigma
Disterigma je rod rostlin z čeledi vřesovcovité. Zahrnuje 40 druhů a je rozšířen v tropické Americe od Mexika po Bolívii a severní Brazílii.

## Druhy
- Disterigma acuminatum
- Disterigma agathosmoides
- Disterigma alaternoides
- Disterigma balslevii
- Disterigma campii
- Disterigma codonanthum
- Disterigma cryptocalyx